# Joslyn Art Museum
Joslyn Art Museum – największe muzeum sztuki w stanie Nebraska, założone w Omaha, w 1931 roku przez Sarah H. Joslyn dla upamiętnienia jej zmarłego męża, George'a A. Joslyna. Muzeum posiada w swych zbiorach kolekcję sztuki amerykańskiej, europejskiej i azjatyckiej, obejmującą okres od starożytności do czasów współczesnych, w tym największą kolekcję prac szwajcarskiego malarza Karla Bodmera (ok. 400 rysunków i akwarel).

## Historia

### Sarah i George Joslyn
Joslyn Art Museum powstało jako dar Sarah H. Joslyn (1851–1940) dla mieszkańców miasta Omaha, zbudowany dla upamiętnienia jej męża, George'a A. Joslyna (1848–1916). George A. Joslyn i Sarah H. Selleck pobrali się w 1874 roku. Przenieśli się początkowo do Montrealu, a potem do Des Moines, w stanie Iowa, gdzie George Joslyn podjął pracę przy rozładunku samochodów towarowych w firmie Iowa Paper Company. Z czasem awansował, by zostać kierownikiem oddziału firmy w mieście Omaha, dokąd przybył wraz z żoną w 1880 roku. Rozwijająca się firma zmieniła w 1881 roku nazwę na Western Newspaper Union. W 1890 roku Joslyn nabył pakiet kontrolny w akcjach przedsiębiorstwa i rozpoczął energiczną kampanię na rzecz jego ekspansji, zostając ostatecznie jego prezesem i dyrektorem generalnym oraz najbogatszym człowiekiem w stanie Nebraska. W chwili jego śmierci w 1916 roku Western Newspaper Union stał się największą gazetą na świecie. Joslynowie zaangażowali się w projekty społeczne na rzecz swojego miasta, między innymi hojnie uposażając miejscowy University of Nebraska Omaha i finansując takie projekty jak Humane Society, Old People’s Home i Child Saving Institute. Ich jedyne dziecko zmarło w dzieciństwie, zajęli się więc wychowywaniem adoptowanej córki Violet.

### Muzeum
Po śmierci męża Sarah Joslyn poświęciła się stworzeniu takiego pomnika na jego cześć, który odzwierciedlałby ich wspólne zainteresowania muzyką i sztuką, służąc zarazem szerszej społeczności. Zdecydowała się ostatecznie na budowę sali koncertowej otoczonej galeriami sztuki. Budynek został otwarty 29 listopada 1931 roku, a nowo powstałe muzeum, noszące wówczas nazwę Society of Liberal Arts, otrzymało jako w prezencie kilka nowych, prywatnych kolekcji, w tym zbiory z Art Institute of Omaha i z Friends of Art.
W dzień otwarcia, pośród tłumu 25 000 gości obecna była anonimowo Sara Joslyn. Tym, którzy ją rozpoznali ogłosiła, że jej muzeum będzie darem dla mieszkańców miasta Omaha.

## Zbiory

### Malarstwo europejskie
Kolekcja muzeum wzrosła na przestrzeni lat do ponad 11 000 prac, reprezentujących artystów i kultury od starożytności do współczesności. Najważniejsze pozycje w zbiorach to kolekcja ceramiki greckiej, renesansowe i barokowe arcydzieła Tycjana, El Greco, Paolo Veronese, Jacoba van Ruisdaela i Claude’a Lorraina. Wiek XIX reprezentują obrazy malarzy francuskich: Julesa Bretona, Williama-Adolphe’a Bouguereau i Jean-Léon Gérôme’a, a impresjonizm obrazy Camille’a Pissarro, Auguste’a Renoira i Claude’a Moneta.

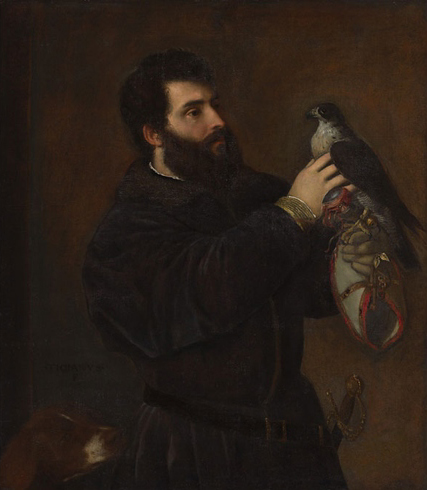
Tycjan, Mężczyzna z sokołem około 1537
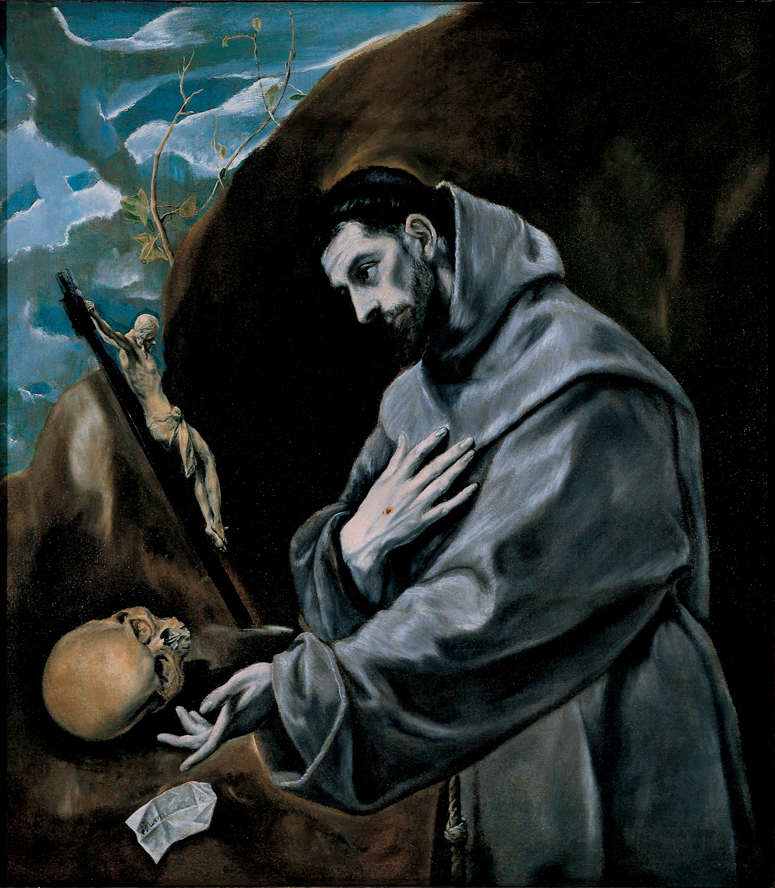
El Greco, Święty Franciszek medytujący, lata 80. XVI wieku
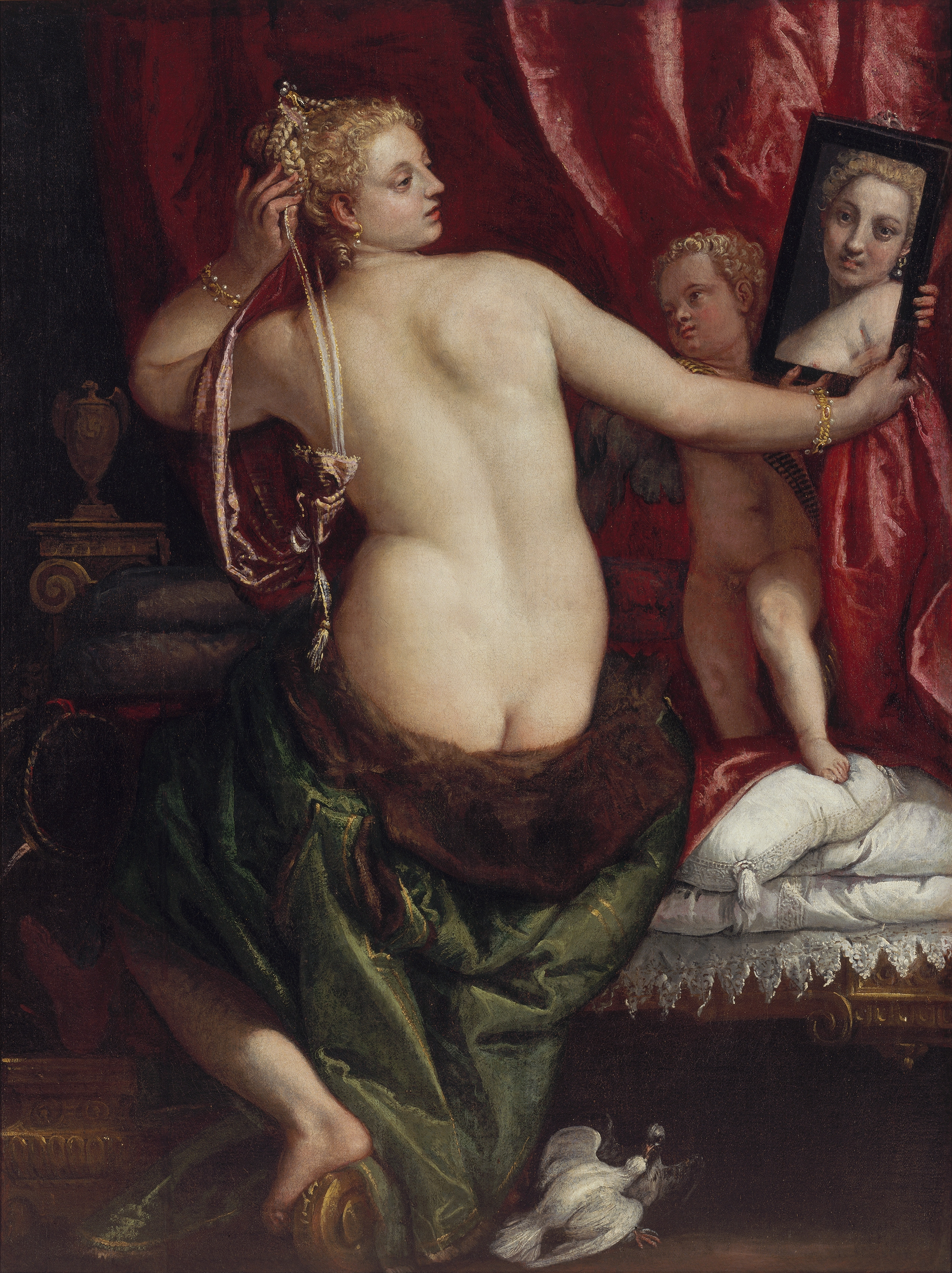
Paolo Veronese, Wenus z lustrem, około 1585
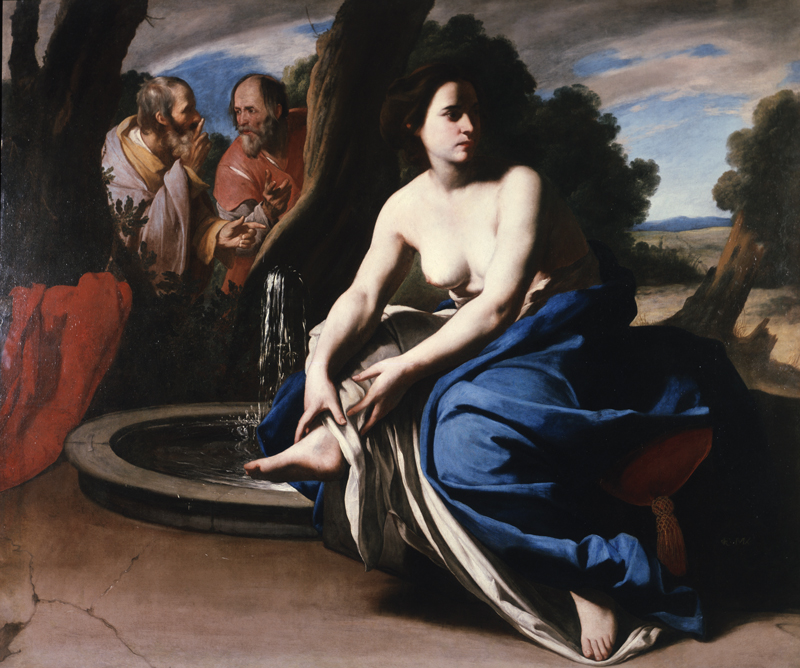
Massimo Stanzione, Zuzanna i starcy, 1631–1637
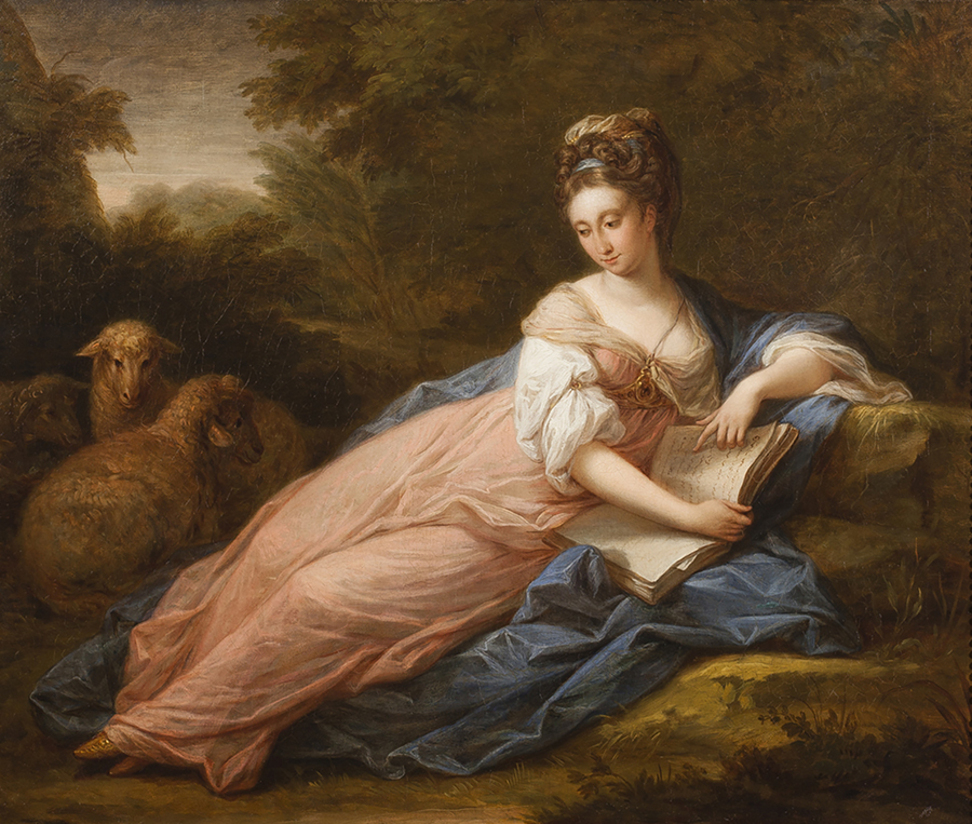
Angelika Kauffmann, Mary Tisdal czytająca, 1771–1772
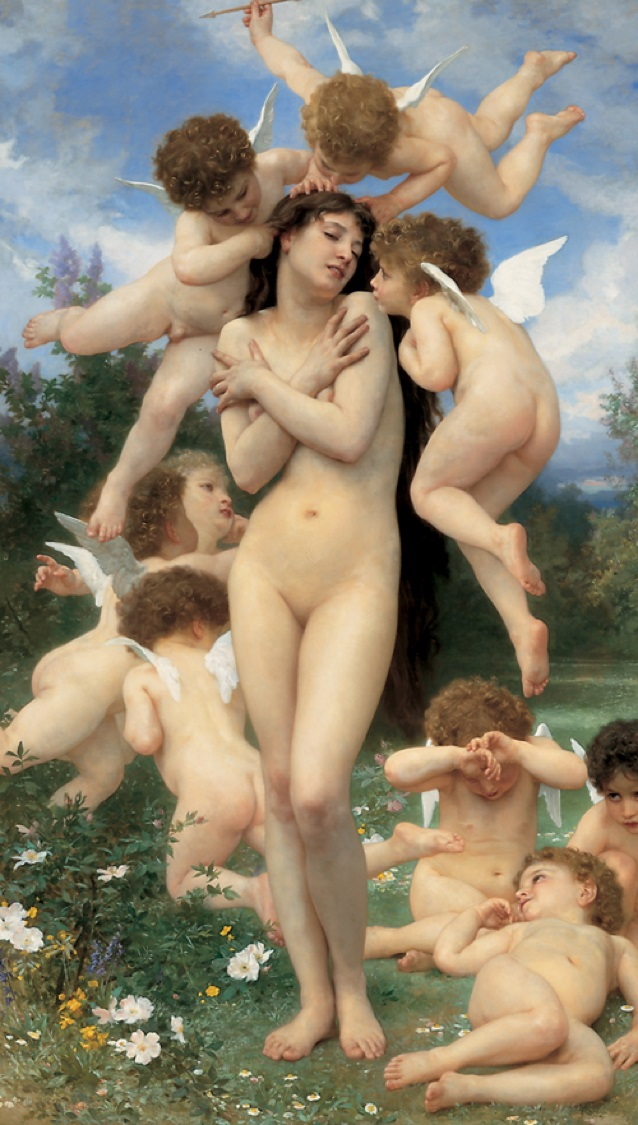
William-Adolphe Bouguereau, Powrót wiosny, 1886

### Malarstwo amerykańskie
XVIII- i XIX-wieczne malarstwo amerykańskie reprezentują portrety pędzla Jamesa Peale’a, Mary Cassatt i Thomasa Eakinsa, obrazy rodzajowe Eastmana Johnsona i Williama Michaela Harnetta oraz pejzaże Thomasa Cole’a, Worthingtona Whittredge’a, Alberta Bierstadta i Thomasa Morana.

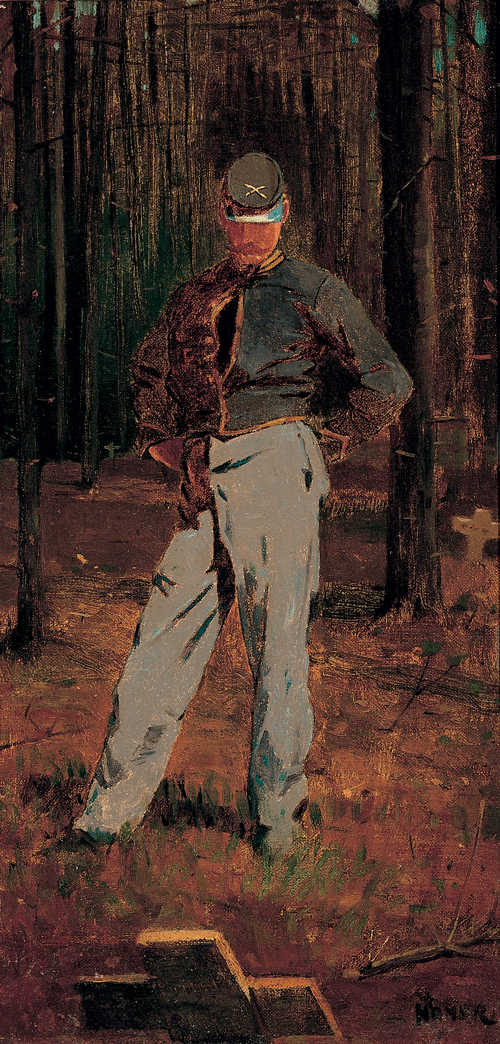
Winslow Homer, Kawalerzysta medytujący nad grobem, ok. 1865
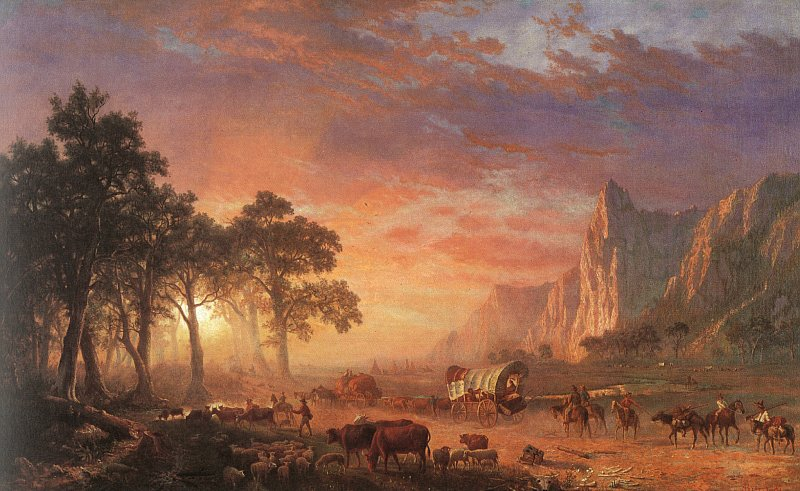
Albert Bierstadt, Szlak do Oregon, 1869
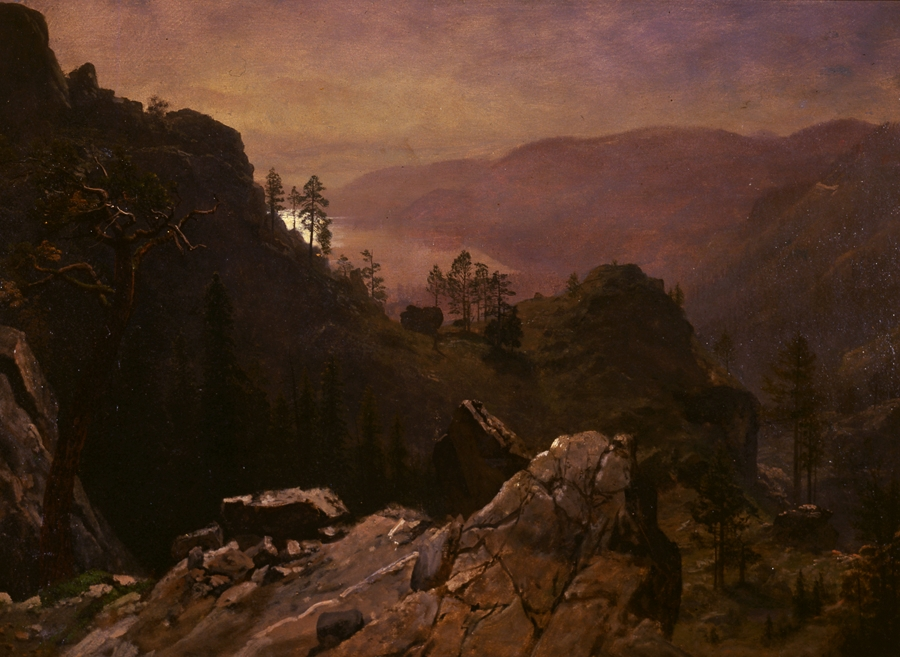
Albert Bierstadt, Świt nad Donner Lake, 1871–1873
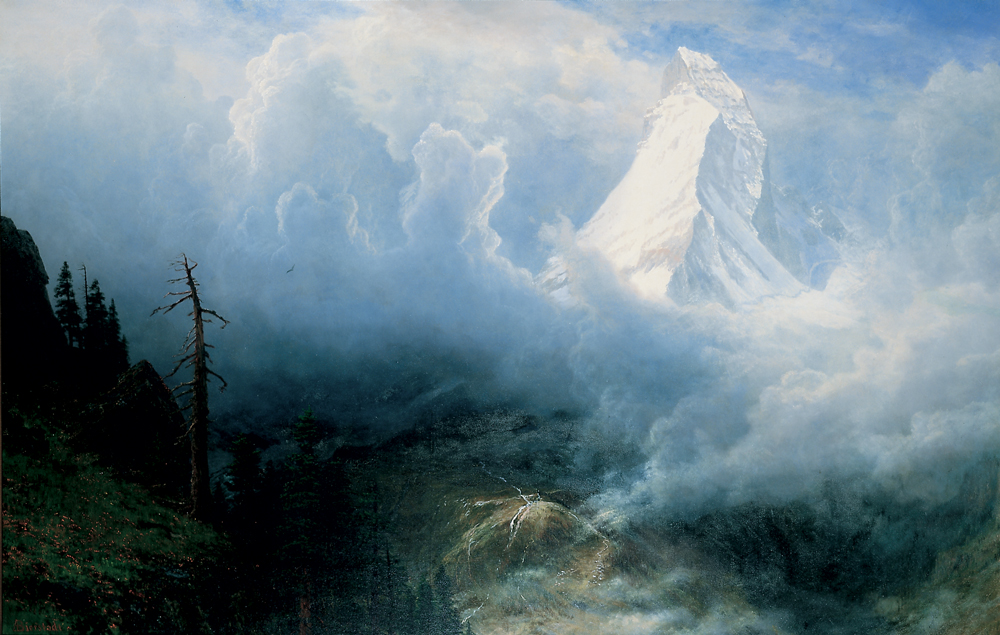
Albert Bierstadt, Burza na Matterhornie, 1886
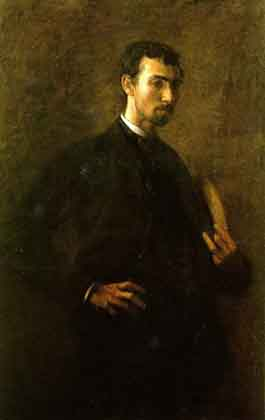
Thomas Eakins, Profesor John Laurie Wallace, 1885

XX-wieczne malarstwo amerykańskie to dzieła takich twórców jak: Grant Wood, Thomas Hart Benton, Jackson Pollock, Kenneth Noland, Helen Frankenthaler, Donald Judd, George Segal i Martin Puryear.
Muzeum posiada również cieszącą się światową renomą kolekcję prac artystów i badaczy amerykańskiego Zachodu, w tym zbiór prac Alfreda Jacoba Millera oraz prawie 400 akwarel i rysunków szwajcarskiego artysty Karla Bodmera, którzy w latach 1832–1834 podróżowali w górę rzeki Missouri przedstawiając lokalne krajobrazy i rdzennych mieszkańców. Kulturę amerykańskich Indian reprezentują prace takich twórców jak Charles Bird King i Henry Inman.

#### Akwarele Karla Bodmera

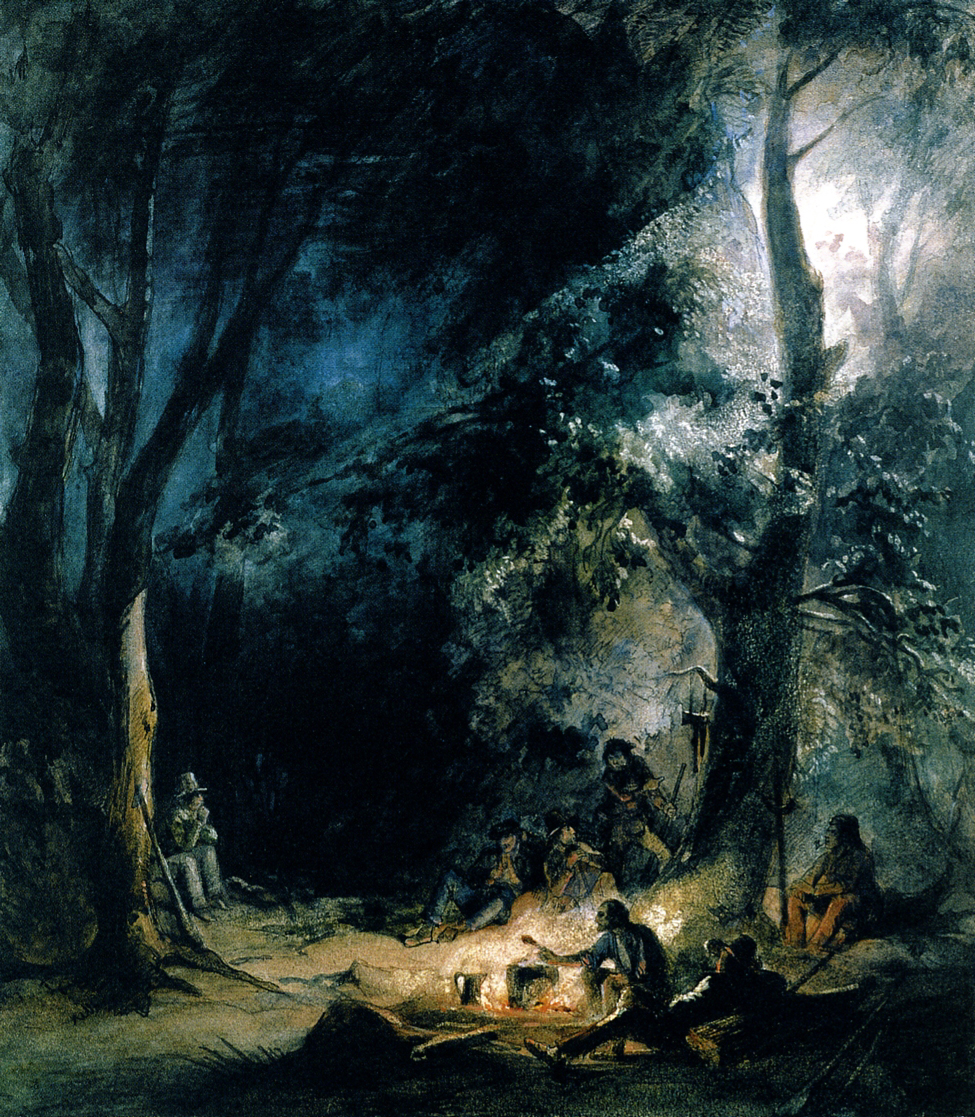
Postój, wieczorny biwak, 1833
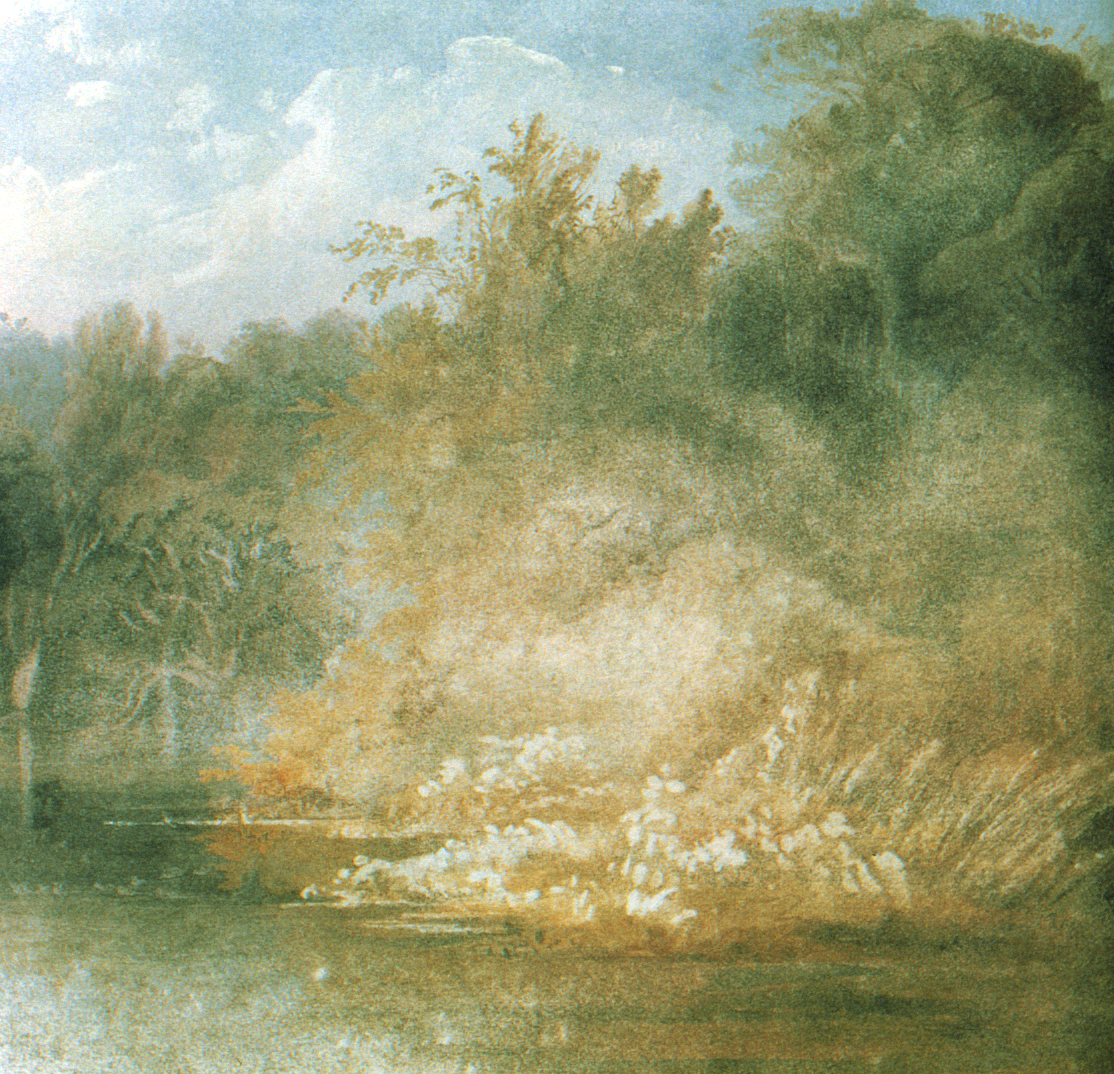
Scena leśna nad Lehigh, 1832
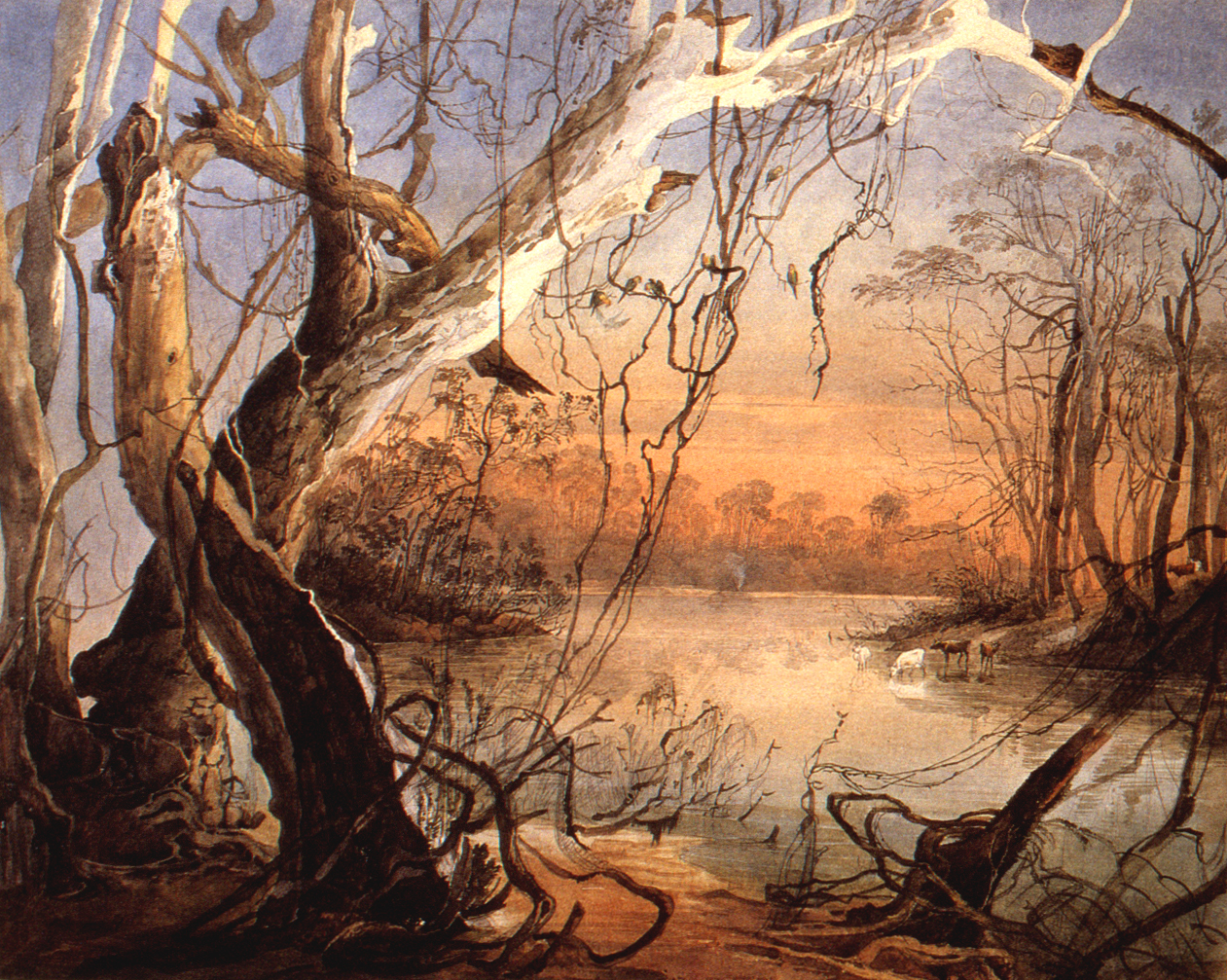
Zbieg rzek Fox River i Wabash, 1832
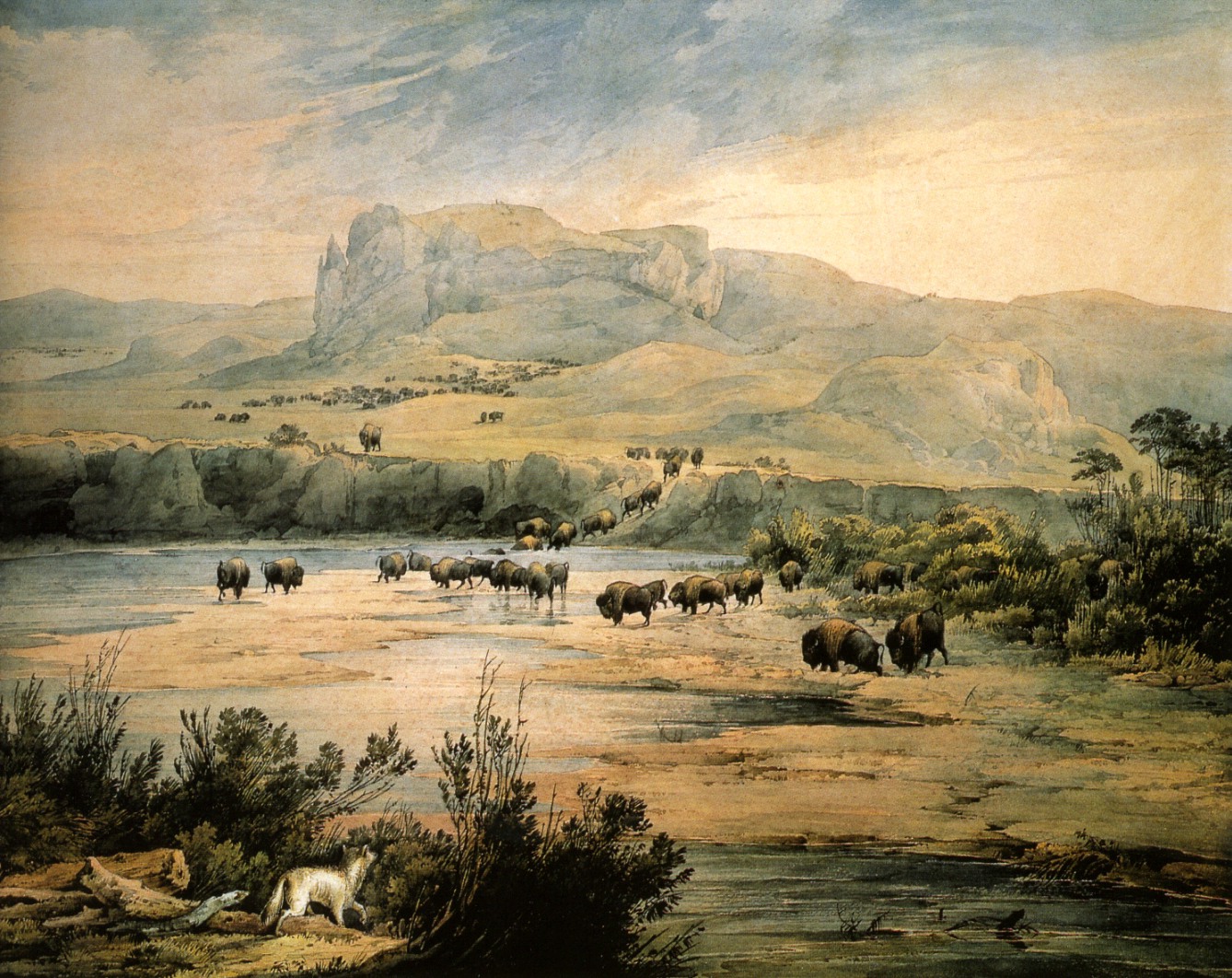
Pejzaż ze stadem bizonów nad górną Missouri, 1833
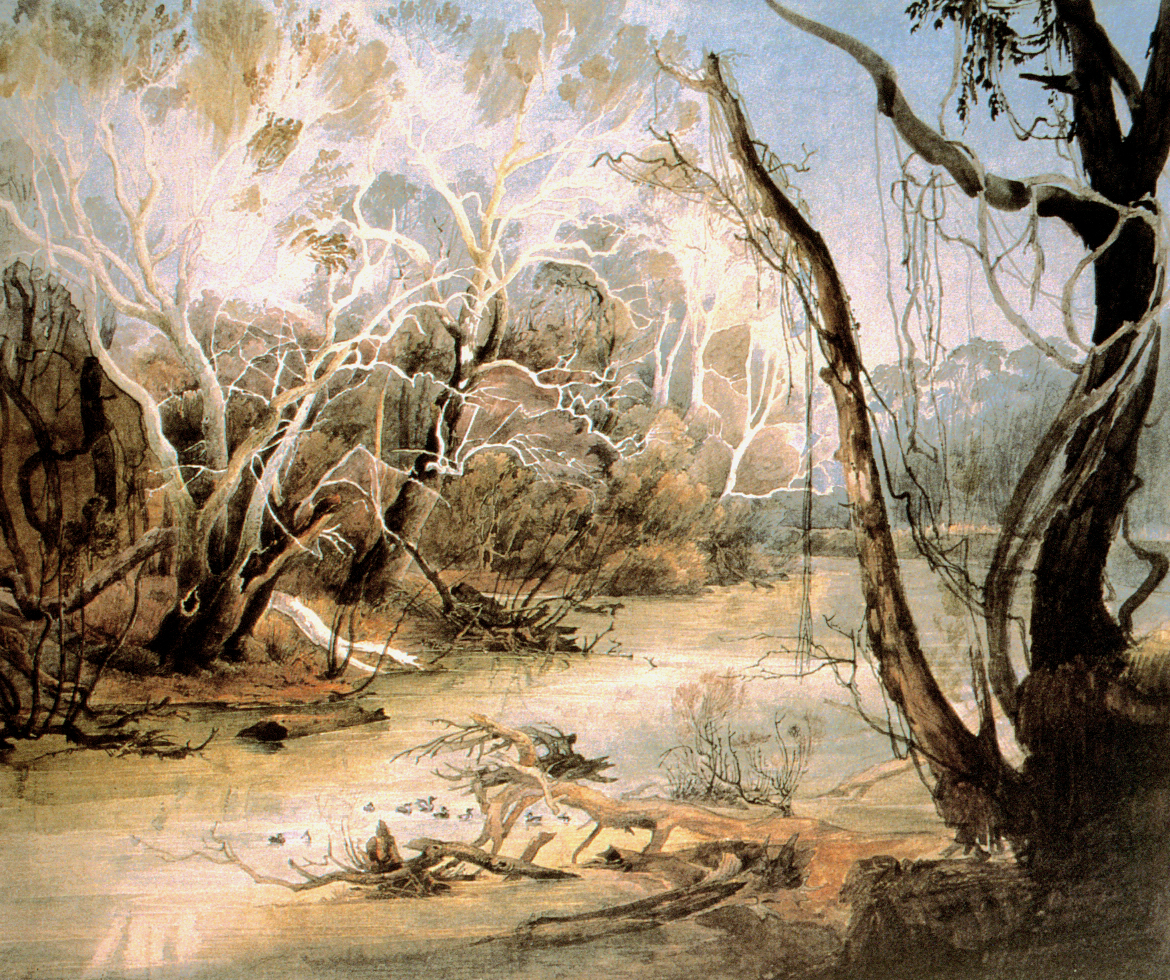
Rzeka Fox w pobliżu New Harmony, 1832
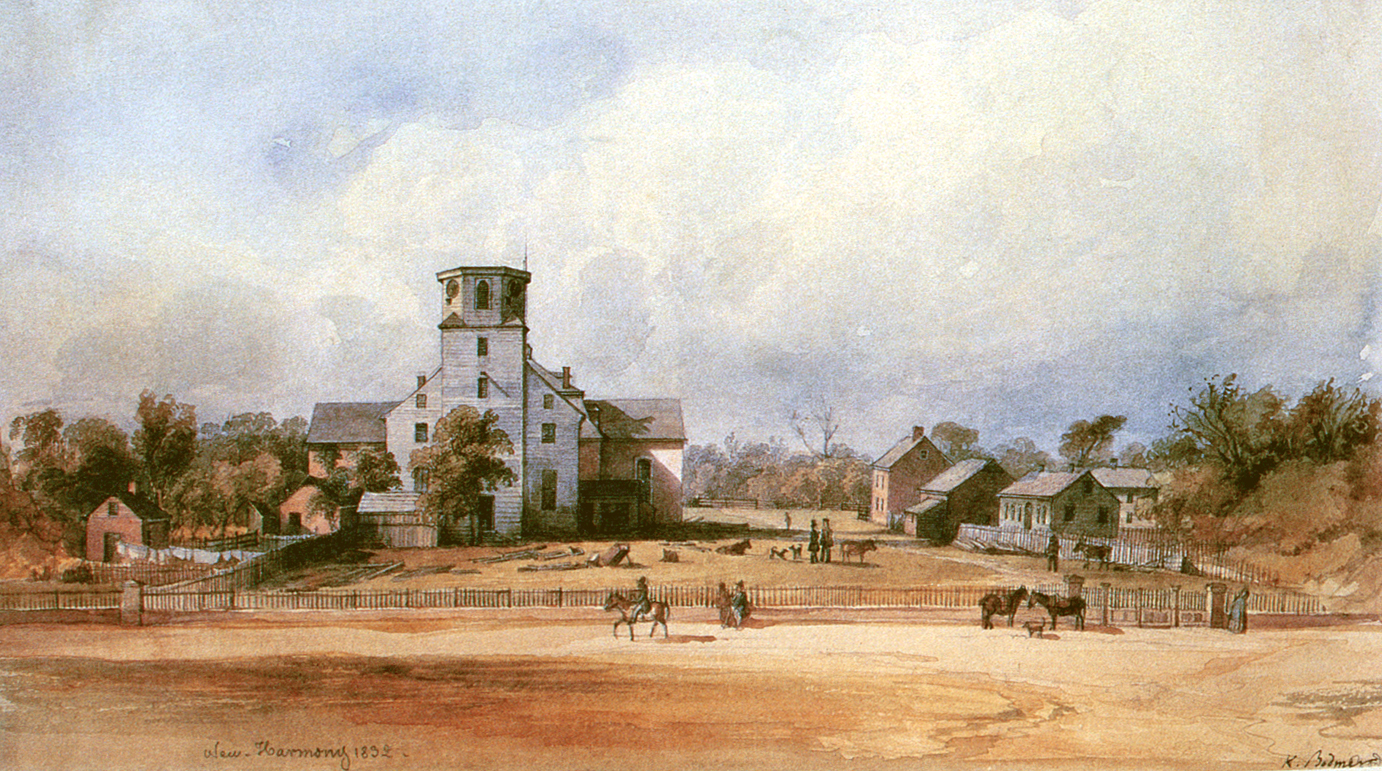
New Harmony, 1832–1833